# 牧站 (大分縣)
牧站（日语：／ Maki eki */?）是位於大分縣大分市，屬九州旅客鐵道（JR九州）的日豐本線車站。車站位處大分鐵道事業部大分車輛中心的最東端，是一個因通勤需要而設立的車站，為請願站。
過往，在大分和本站之間設有下郡信號場，用以控制本線和豐肥本線的列車往來，但後來因增建日豐本線的專屬路軌連接兩站，現時列車無須再通過下郡信號場。

## 車站構造
採用簡易車站模式，車站出入口建於月台的中央部份，最初並沒有設置站房，但因使用人數較多，因此在1993年12月時，在出入口附近的部份行人路用地闢為月台的伸延部份，在此興建了一座以組合板及鐵皮所搭成的簡易站房，可容納一名站員可以在服務窗口工作，站房外設有一部自動售票機、一對出、入站專用的IC卡感應器及一部遙距車費精算機，在未實施無人化時，會有職員進駐服務窗口。2018年3月16日起隨時間表改正而變為無人車站，並引入車站遠程資訊系統「ANSWER」，可為SUGOCA增值及其他車站事務。
現時只能沿樓梯進入。過往大分市議會曾提出質詢，要求增設升降機，但JR九州當時的回應是車站每日使用人數不足3000人，未有打算興建升降機，但會考慮在合適位置增設無障礙斜道。
車站入口兩側行人路均全部設置單車停泊位，一直伸延至整個月台的長度。

### 月台

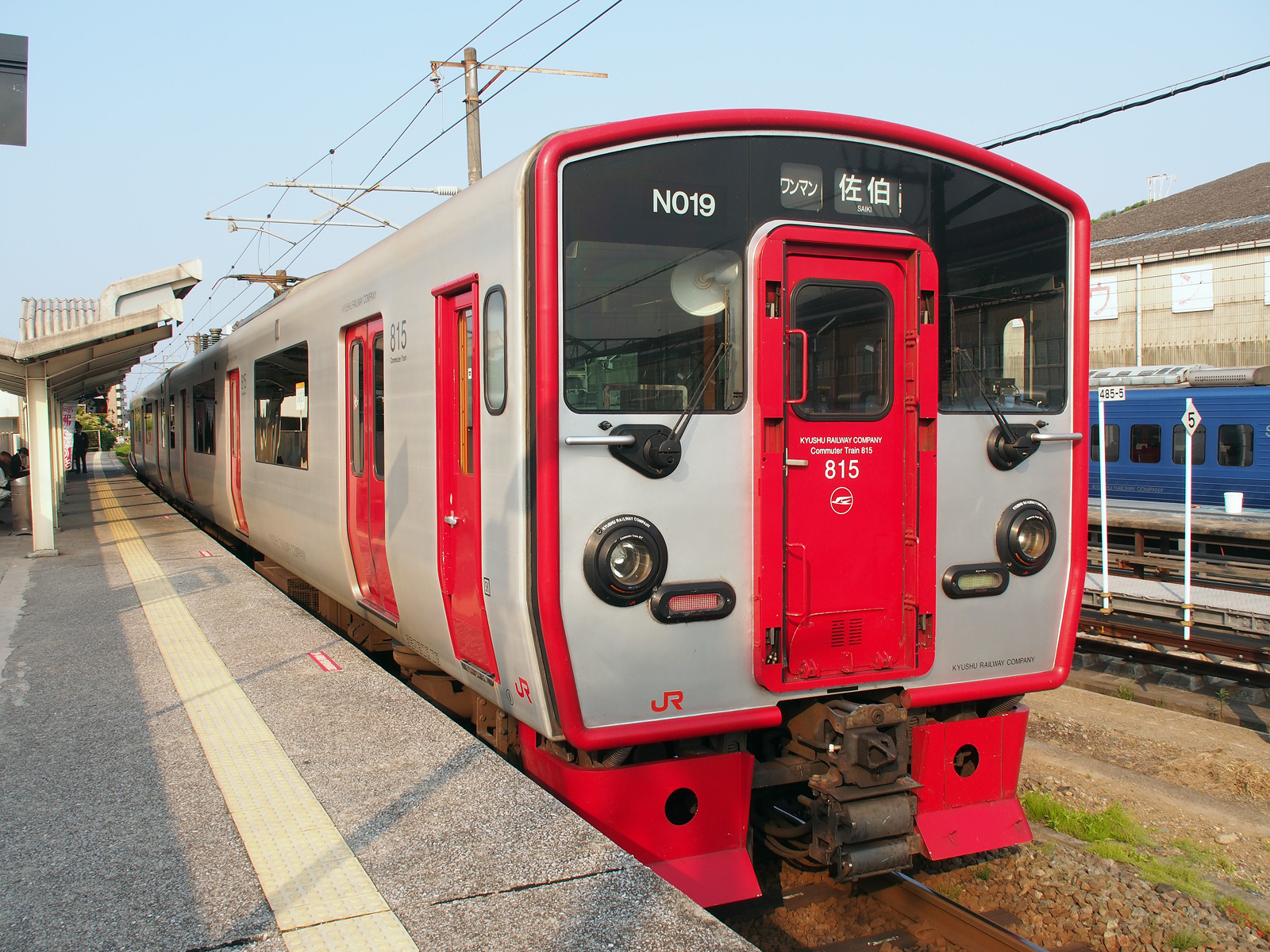
牧站月台（2013年5月）

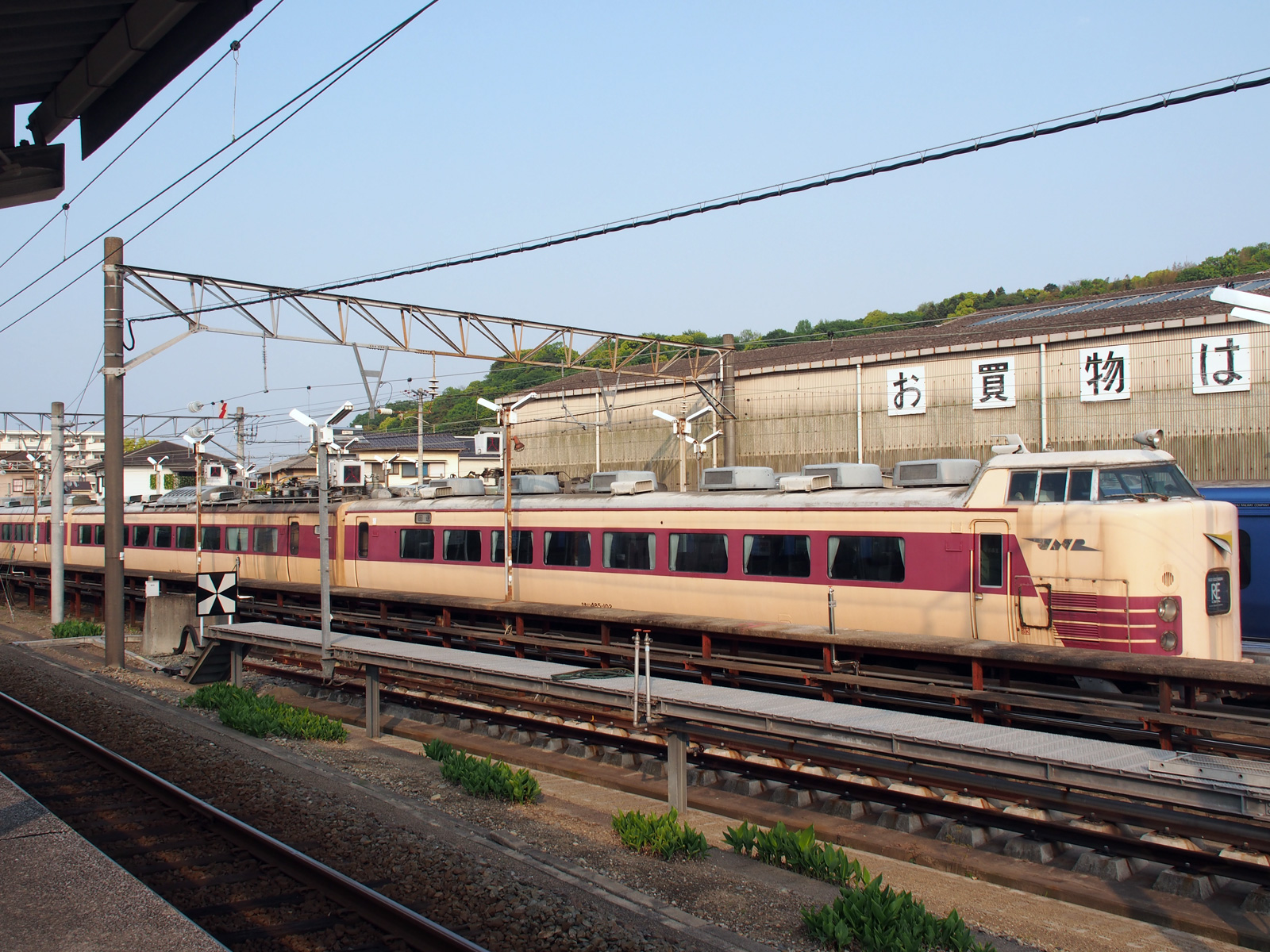
在牧站望向大分車輛中心（2013年5月）

只設有側式月台一個，是日豐本線由小倉站計起的首座不會列車交會車站。雖然位處大分車輛中心附近，但由於客運線路仍然為單線路段，加上車輛中心沒有路軌接駁至主路軌，所以列車無法在本站交匯。
月台全長120米，有效長度為6輛。由於採用簡易車站模式，整個月台只是由鋼架及水泥板所搭建而成。月台闊度狹窄，最闊的西端亦只有2米闊度，南端的闊度更窄。主要設施都焦中在月台中央部份，包括約30米長的上蓋，並設有數張獨立座位式的候車長櫈；而西端月台均設有半身高度的白色圍板。
列車到站時，往佐伯方向為左側上落；往大分方向為右側上落。
| 路線      | 上下行 | 方向                               |
| --------- | ------ | ---------------------------------- |
| ■日豐本線 | 下行   | 大在、幸崎、臼杵、佐伯方向         |
| ■日豐本線 | 上行   | 大分、別府、龜川、中山香、中津方向 |

## 歷史
- 1987年：

- 2月22日：日本國有鐵道開設此站（同日於大分市內的敷戶站也啟用）。
- 4月1日：隨國鐵分割民營化，車站由九州旅客鐵道（JR九州）營運。

- 1993年：

- 10月22日：開始建設簡易式站房。
- 12月1日：簡易站房完工，成為業務委託車站。

- 2012年12月1日：可以使用IC卡「SUGOCA」[8]。
- 2018年3月17日：引入車站遠程資訊系統（日语：駅集中管理システム）「ANSWER」[9][10][11]。

## 使用狀況
以下是近年乘車人次列表：
| 乘車人次變遷 | 乘車人次變遷 |
| 年度         | 1日平均人次  |
| ------------ | ------------ |
| 2000年       | 508          |
| 2001年       | 501          |
| 2002年       | 471          |
| 2003年       | 472          |
| 2004年       | 490          |
| 2005年       | 517          |
| 2006年       | 568          |
| 2007年       | 604          |
| 2008年       | 641          |
| 2009年       | 629          |
| 2010年       | 639          |
| 2011年       | 650          |
| 2012年       | 704          |
| 2013年       | 729          |
| 2014年       | 709          |
| 2015年       | 757          |
| 2016年       | 752          |
| 2017年       | 750          |
| 2018年       | 723          |
| 2019年       | 728          |
| 2020年       | 615          |
| 2021年       | 617          |
| 2022年       | 646          |
| 2023年       | 677          |

## 相鄰車站
九州旅客鐵道
■日豐本線
大分－牧－高城

## 外部連結
- JR九州牧站 （页面存档备份，存于）